# Maurizio Cucchi
Maurizio Cucchi (Milano, 20 settembre 1945) è un poeta, critico letterario, traduttore e pubblicista italiano.

## Biografia
Maurizio Cucchi è nato nel 1945 a Milano, città dove vive e dove si è laureato presso l'Università Cattolica di Milano con una tesi su Nelo Risi e Andrea Zanzotto.
Dal 1960 al 1971 è stato giornalista sportivo, collaborando nel tempo con alcune testate come Corriere dello Sport e Italia Oggi”.
Tra le sue traduzioni vi sono opere di Stendhal, Lamartine, Flaubert, Villiers de Isle-Adam, Prévert, Mallarmé, Malherbe, Balzac e Jean Renoir.
Ha anche curato opere di Edgar Allan Poe, C. S. Lewis, Georges Brassens, Federico García Lorca, Konstantinos Kavafis, Nazım Hikmet, Lucio Lami, Montale, Ungaretti, Teofilo Folengo, Federigo Tozzi, Mario Luzi, Laclos e presentato opere di Alessandro Manzoni, Yukio Mishima, Riccardo Bacchelli, Cesare Zavattini, Lorenzo de' Medici, Antonio Porta, William Riley Burnett, Edgar Lee Masters, Nelo Risi, Giampiero Neri, Giancarlo Majorino, Cristina Annino.
La sua fortuna letteraria ebbe inizio con la raccolta Il disperso, pubblicata nel 1976 con la Arnoldo Mondadori Editore per volontà di Vittorio Sereni.

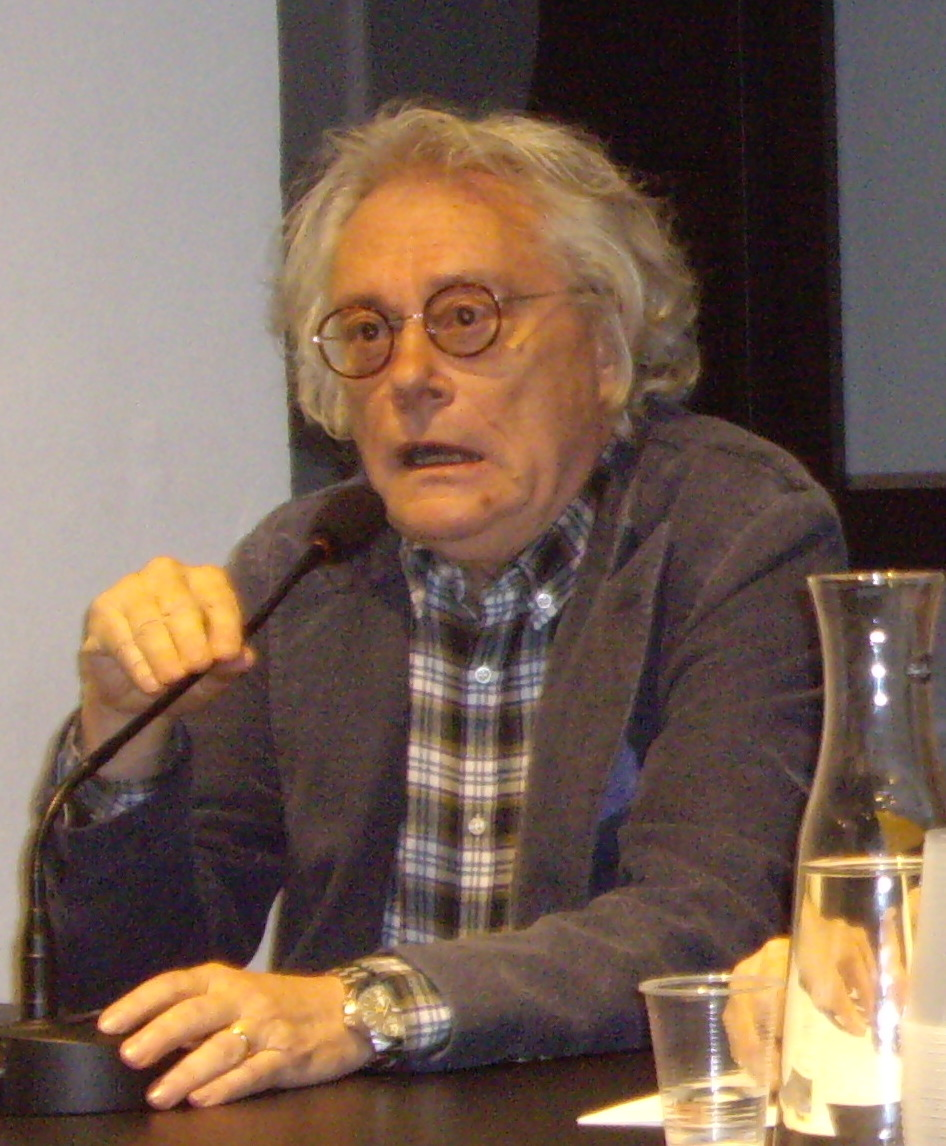
Maurizio Cucchi al convegno Velocità della visione, Fondazione Mondadori Milano, 29 dicembre 2015

Successivamente ha pubblicato Le meraviglie dell'acqua (1980), Glenn (1982, vincitore del Premio Viareggio), Il figurante (scelta di versi 1971-1985), Donna del gioco (1987), La luce del distacco (per il teatro, 1990), Poesia della fonte (1993, Premio Montale), L'ultimo viaggio di Glenn (1999), Per un secondo o un secolo (2003, vincitore del Premio Laudomia Bonanni; sempre nel 2003 gli è stato assegnato il Premio Nazionale Letterario Pisa per la Poesia), Jeanne d'Arc e il suo doppio (2008), Vite pulviscolari (2009), Malaspina (2013, vincitore del Premio Bagutta l'anno successivo). Inoltre, sue poesie sono state inserite in diverse antologie.
Ha curato il Dizionario della poesia italiana (1983 e 1990), tradotto un'antologia di Fiabe lombarde (1986) e, con Stefano Giovanardi, scelto i testi dell'antologia Poeti italiani del secondo Novecento (I Meridiani, 1998), oltre a collaborare alla collana e all'almanacco mondadoriano de "Lo specchio".
Nel 2005, sempre per Mondadori è uscito il suo primo romanzo, Il male è nelle cose, seguito nel 2007 dalla sua seconda opera narrativa, La traversata di Milano e nel 2011 da La maschera ritratto. L'ultimo romanzo, L'indifferenza dell'assassino (2012) è stato edito da Guanda.

## Stile e poetica
La poetica di Cucchi guarda a uno stile oggettivo, minimale e a una lingua bassa, prosastica e colloquiale, nel solco della tradizione della Linea lombarda.

## Opere

### Poesia
- Paradossalmente e con affanno. Trentatré poesie, Milano, Teograf., 1971.
- Il disperso, Milano, A. Mondadori, 1976; Milano, Guanda, 1994. ISBN 88-7746-738-X.
- Le meraviglie dell'acqua, Milano, A. Mondadori, 1980.
- Il figurante (1971-1985), Firenze, Sansoni, 1985.
- Donna del gioco, Milano, A. Mondadori, 1987. ISBN 88-04-29912-6.
- La luce del distacco. Versi per il teatro, Milano, Crocetti, 1990.
- Poesia della fonte, Milano, A. Mondadori, 1993. ISBN 88-04-36772-5.
- Hotel riviera. Poesie d'affetto e d'occasione, Cesena, Medusa, 1996.
- L'ultimo viaggio di Glenn, Milano, Mondadori, 1999. ISBN 88-04-46375-9.
- Libro azzurro e lunare, in Alberto Caramella, Lunares Murales, Firenze, Le Lettere, 1999, pp. VII-XIII. ISBN 88-7166-453-1.
- Poesie 1965-2000, postfazione di Alba Donati, Milano, Mondadori ("Oscar poesia del Novecento"), 2001. ISBN 88-04-49525-1
- Per un secondo o un secolo, Milano, Mondadori ("Lo specchio"), 2003. ISBN 88-04-51954-1
- Il viaggiatore di città, Faloppio, Lietocolle ("Il Graal"), 2004. ISBN 88-7848-054-1
- Il rosso e l'azzurro, Milano, Quaderni di Orfeo ("Ottavo"), 2006.
- Il denaro e gli oggetti (con William Xerra), Milano, Il Faggio ("Ariele"), 2006 ISBN 88-901811-4-1
- L'ultima volta che vidi Parigi, con un'acquaforte originale di Luciano Ragozzino, Milano, Il ragazzo innocuo ("Fuori collana"), 2007
- Jeanne d'Arc e il suo doppio, Milano, Guanda ("Fenice contemporanea"), 2008 ISBN 88-6088-505-1
- Come una nave, Salerno, Edizioni L'Arca Felice ("Coincidenze"), 2008
- Vite pulviscolari, Milano: Mondadori ("Lo specchio"), 2009 ISBN 978-88-04-58912-9
- Verso una quiete naturale, con un'acquaforte originale dell'autore, Milano, Il ragazzo innocuo ("Scripsit-Sculpsit"), 2010
- Malaspina, Milano, Mondadori ("Lo specchio"), 2013 ISBN 978-88-0462941-2
- Un'isola un profilo, con un'opera originale di Adalberto Borioli, Milano, Quaderni di Orfeo ("Assolo"), 2016.
- Poesie 1963-2015, a cura di Alberto Bertoni, Milano, Mondadori, 2016. ISBN 978-88-04-64282-4
- Sindrome del distacco e tregua, Milano, Mondadori, 2019.
- La scatola onirica, Milano, Mondadori, 2024.

### Narrativa
- Il male è nelle cose, Milano, Mondadori ("Scrittori italiani e stranieri"), 2005 ISBN 88-04-53571-7
- La traversata di Milano, Milano, Mondadori ("Scrittori italiani e stranieri"), 2007. ISBN 978-88-04-56218-4
- L'onore del clochard, San Cesario di Lecce, Manni ("Chicchi"), 2009 ISBN 978-88-6266-195-9
- La maschera ritratto, Milano, Mondadori ("Scrittori italiani e stranieri"), 2011 ISBN 978-88-04-60666-6
- L'indifferenza dell'assassino, Milano, Guanda ("Narratori della Fenice"), 2012 ISBN 978-88-6088-694-1
- Il ritmo di Milano – Un indigeno turista a zonzo per la città, Milano, Meravigli edizioni ("Scorci e Memorie"), 2015, ISBN 978-88-7955340-7
- La vita docile, Milano, Mondadori, 2020.

### Saggistica
- La poesia dialettale, Roma, Ist. Poligrafico dello Stato ("Cento libri per mille anni") 2000. ISBN 88-240-1951-X
- Carlo Porta, Roma, Ist. Poligrafico dello Stato ("Cento libri per mille anni"), 2003. ISBN 88-240-1976-5
- Cronache di poesia del Novecento, Roma, Gaffi ("Ingegni"), 2010 ISBN 978-88-6165-086-2

### Traduzioni
- Paul Valéry, Un chiaro fuoco, Salerno, Edizioni L'Arca Felice, ("Hermes"), 2011

### Curatele
- Poesia italiana. L'Ottocento, Milano, Garzanti, 1978.
- Dizionario della poesia italiana. I poeti di ogni tempo, la metrica, i gruppi e le tendenze, con in appendice Dizionario di metrica, Metrica e linguaggio poetico di Edoardo Esposito, Milano, A. Mondadori, 1983.
- 110 poesie per sopravvivere, Parma, Guanda, 2004. ISBN 88-8246-710-4
- Nuovissima poesia italiana (con Antonio Riccardi), Milano, Mondadori ("Oscar"), 2004. ISBN 88-04-53664-0

Almanacco dello specchio
- Almanacco dello specchio 2005 (con Antonio Riccardi), Milano, Mondadori, 2005 ISBN 88-04-55077-5
- Almanacco dello specchio 2006 (con Antonio Riccardi), Milano: Mondadori, 2006 ISBN 88-04-55887-3
- Almanacco dello specchio 2007 (con Antonio Riccardi), Milano, Mondadori, 2007 ISBN 978-88-04-57234-3
- Almanacco dello specchio 2008 (con Antonio Riccardi), Milano, Mondadori, 2008 ISBN 978-88-04-58216-8
- Almanacco dello specchio 2009 (con Antonio Riccardi), Milano, Mondadori, 2010 ISBN 978-88-04-59802-2
- Almanacco dello specchio 2010-2011 (con Antonio Riccardi), Milano, Mondadori, 2011 ISBN 978-88-04-61283-4

### Altro
- Maurizio Cucchi. Il viaggiatore di città. (con Vincenzo Pezzella), con DVD. Edizioni Archivio Dedalus, 2011. ISBN 978-88-9047-483-5

## Premi e riconoscimenti
- 1983 – Premio Viareggio, per Glenn[5]
- 1993 – Premio Montale, per Poesia della fonte[6]
- 2002 – Premio Nazionale Rhegium Julii, per Poesie 1965-2000[11]
- 2003 – Premio Laudomia Bonanni, per Per un secondo o un secolo[7]
- 2003 – Premio Nazionale Letterario Pisa per la Poesia[8]
- 2005 – Premio LericiPea[12]
- 2005 – Premio Mondello, per Il male è nelle cose[13]
- 2005 – Premio Stresa di Narrativa, per Il male è nelle cose[14]
- 2005 – Finalista Premio Strega, per Il male è nelle cose[15]
- 2014 – Premio Bagutta, per Malaspina[9]
- 2014 - Premio Gradiva per Malaspina [16]
- 2020 – Premio Dessì per la Poesia, per Sindrome del distacco e tregua[17]